# 그레테 바르트람
그레테 바르트람(덴마크어: Grethe Bartram, 본명: 마렌 마르그레테 톰센(Maren Margrethe Thomsen), 1924년 2월 23일  ~ 2017년 1월)는 제2차 세계 대전 기간 동안에 덴마크의 레지스탕스 운동 관련 인사들의 정보를 제공한 사람이다.

## 생애
그녀 은오르후스에서 덴마크 공산당원으로 활동하던 부모의 딸로 태어났으며 1941년 7월 12일에는 프로데 톰센(Frode Thomsen)과 결혼했다. 제2차 세계 대전 기간 동안에 활동하던 덴마크의 공산주의 계열 레지스탕스 운동을 와해시키기 위해 최소 53명에 달하는 공산주의자 명단을 강제 수용소에 제공했다. 이 명단에는 바르트람의 남편, 남동생, 바르트람의 동료가 포함되었다.
1946년 10월 29일 오르후스 법원으로부터 열린 재판에서 사형을 선고받았지만 1947년 12월 9일에 덴마크 법무부에 의해 종신형으로 감형되었다. 1956년에 보석으로 석방된 뒤에는 스웨덴 할란드로 이주했다.